# Zur Heiligen Familie (Köln)

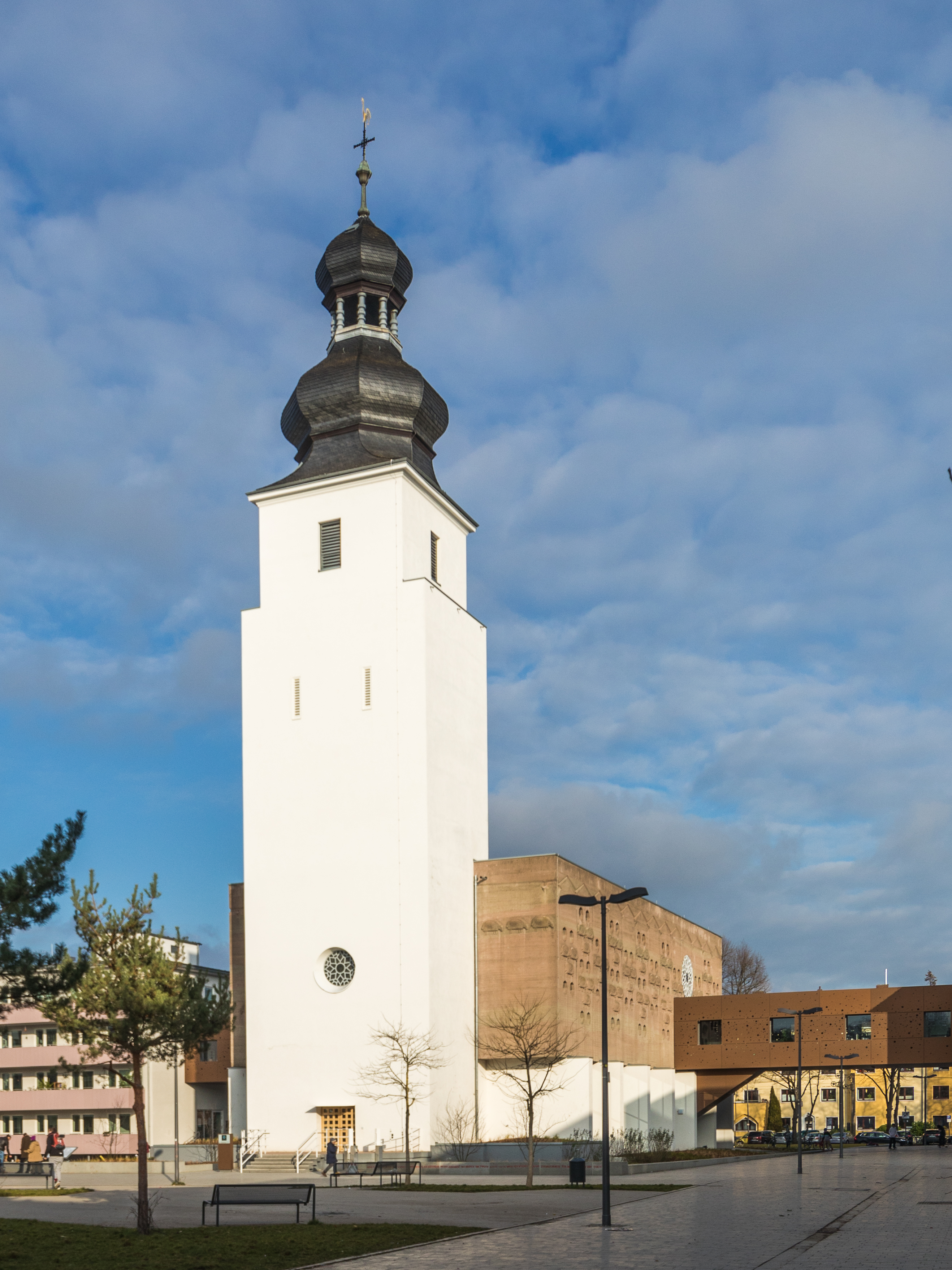
Zur Heiligen Familie in Köln-Sülz, neobarocker Turm mit Böhm-Neubau (2021)

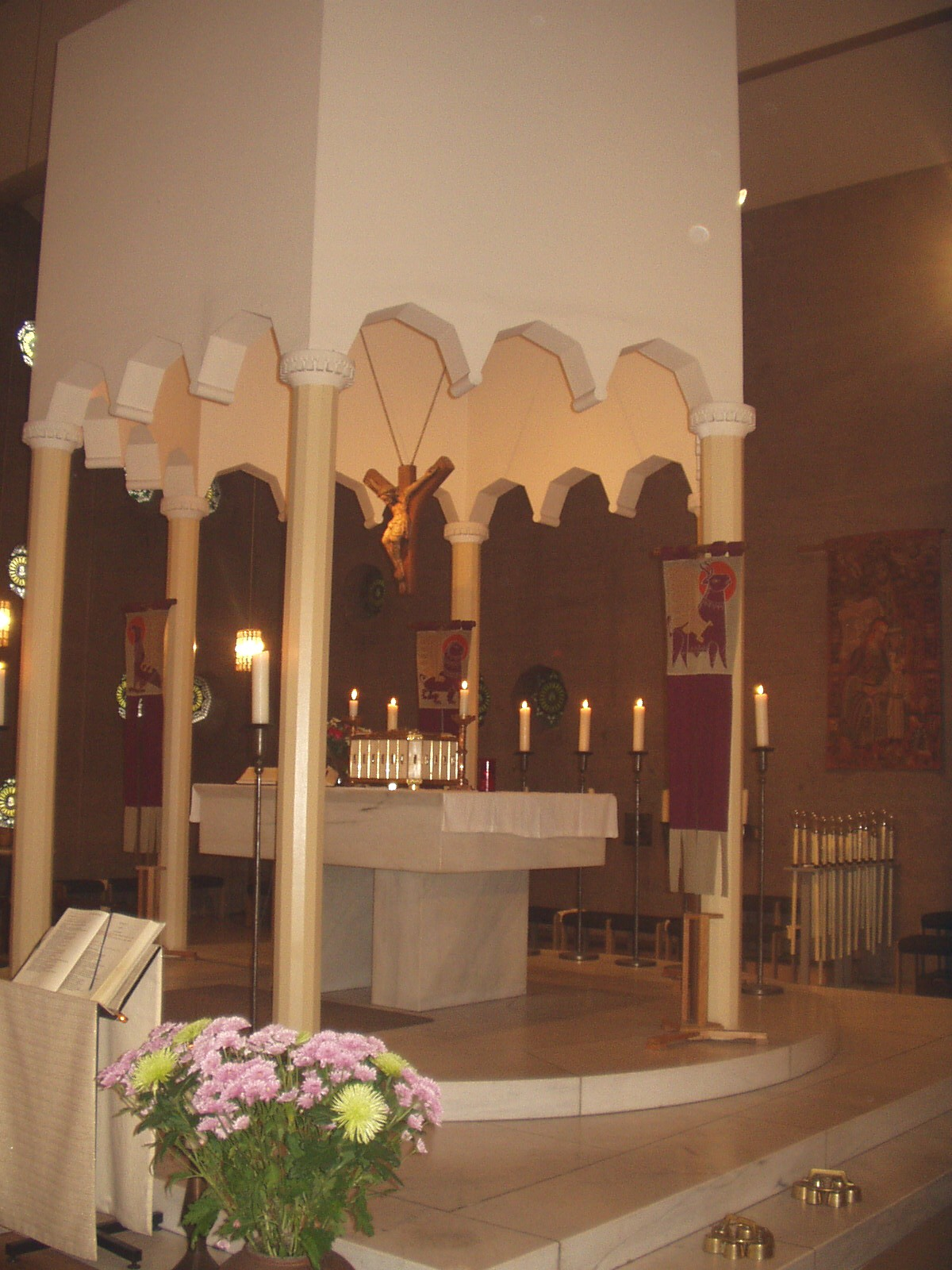
Altar mit Baldachin (2007)

Zur Heiligen Familie (auch: Waisenhauskirche) im Kölner Stadtteil Sülz ist ein Kirchenbau in Sülz, die als Kirche des ehemaligen Waisenhauses am Sülzgürtel fungierte. Sie wurde nach 2010 profaniert und im Rahmen der Wohnungsbau-Erschließung des umgebenden Geländes zu einem Kultur- und Multifunktionszentrum umgebaut.

## Geschichte
Die neubarocke Waisenhauskirche war zentrales Mittelstück des vor dem Ersten Weltkrieg errichteten Waisenhauses in Köln-Sülz. Sie wurde im Zweiten Weltkrieg mit Ausnahme des Turms zerstört und in den Jahren 1951 bis 1966 wieder aufgebaut. 1955 erhielt der Architekt Dominikus Böhm den Auftrag für den Neubau der zerstörten Kirche. Nach dem Tode seines Vaters übernahm Gottfried Böhm die weitere Planung. Ziel war es, eine „Kirche für Kinder mit viel Licht und frohmachenden Symbolen“ zu schaffen.
Von 1956 bis 1958 errichtete er unter Einbeziehung des noch erhalten gebliebenen neobarocken Turmes den heutigen Sakralbau. Die Außenmauern wurden in Schüttbeton gegossen, für die teilweise die Ziegel der zerstörten alten Kirche benutzt wurden. Die Chorwand schmückt ein Relief von Jochem Pechau. Eine Herde von 126 Lämmern und ein Hütehund begleiten den an der Eingangsseite dargestellten Guten Hirten. Der eigentliche Kirchenraum befand sich im Obergeschoss über einem für verschiedene Zwecke des Kinderheimes genutzten Saal. Der Kirchenraum war ein rechteckiger Raum, der von 128 achteckigen kleinen Fenstern untergliedert wurde. In die blüten- bzw. sternförmigen Glasmuster sind musizierende oder singende Kinder eingesetzt, sie bilden ein den ganzen Raum umschließendes Kinderorchester. Die Fensterrosetten thematisieren die Heilige Familie.
Liturgischer und räumlicher Mittelpunkt der Kirche war der erhöht stehende, von Säulen getragene Altarbaldachin (Ziborium). Unter ihm befanden sich der Altar und der 1958 von Eva Burgeff geschaffene Tabernakel. Zur weiteren Ausstattung der Kirche gehörten ein ebenfalls von Eva Burgeff geschaffener Taufstein mit zwei angeschlossenen Weihwasserbecken, der Kreuzweg von Jochem Pechau und die Orgel der Firma Seifert.
Die Kirche steht seit 1989 unter Denkmalschutz und wurde im Mai 2007 vom Rheinischen Verein für Denkmalpflege und Landschaftsschutz (RVDL) zum Denkmal des Monats ernannt. Sie gehörte offiziell zu keinem Seelsorgebereich, da sie Eigentum der Stadt Köln ist. Sie wurde in jüngerer Zeit jedoch noch von der Kirchengemeinde St. Bruno liturgisch genutzt.
Im Zuge der Profanierung seit 2010 wurden Altar und Ziborium zerstört und entfernt. Weitere Ausstattungsstücke wie das Taufbecken, Tabernakel, die Orgel, das Gabelkreuz und die Holzbänke wurden an andere Gemeinden, Museen sowie Depots weitergegeben. Die fest im Bau verankerten Beichtstühle und der Kreuzweg blieben an Ort und Stelle.

## Glocken
Im Turm befinden sich drei kleine Glocken, von denen die mittlere einen hohen historischen Wert hat.
| Glocke | Name   | Gussjahr | Gießer, Gussort            | Material      | Durchmesser | Gewicht | Nominal (16tel) |
| ------ | ------ | -------- | -------------------------- | ------------- | ----------- | ------- | --------------- |
| 1      | Maria  | 1947     | Albert Junker sen., Brilon | Sonderbronze  | 783 mm      | 322 kg  | h′ +10          |
| 2      | –      | 1417     | Joiris (Metz?)             | Glockenbronze | 756 mm      | 138 kg  | cis″ +7         |
| 3      | Joseph | 1947     | Albert Junker sen., Brilon | Sonderbronze  | 612 mm      |         | e″ +8           |